# Ъруин (окръг, Джорджия)
Окръг Ъруин (на английски: Irwin County) е окръг в щата Джорджия, Съединени американски щати. Площта му е 940 km², а населението - 10 093 души. Административен център е град Осила.